# MySims Racing
MySims Racing — це перегонова гра, розроблена компанією Artificial Mind & Movement (нині Behaviour Interactive) і опублікована Electronic Arts, як частина серії MySims. Гра була випущена в червні 2009 року для Nintendo DS і Wii.
Незважаючи на те, що гра схожа на Mario Kart, вона пропонує деякі унікальні ігрові функції, такі як режим історії, базове налаштування автомобілів і персонажів, а також можливість передавати автомобілі на Wii Remote і з них.

## Критика
| Агрегатор  | Оцінка | Оцінка |
| Агрегатор  | DS     | Wii    |
| ---------- | ------ | ------ |
| Metacritic | 67/100 | 68/100 |

| Видання                    | Оцінка | Оцінка |
| Видання                    | DS     | Wii    |
| -------------------------- | ------ | ------ |
| 4Players                   | 48%    | 64%    |
| Famitsu                    | 25/40  | 26/40  |
| GamesMaster                | Н/Д    | 60%    |
| GameSpot                   | 7/10   | 7.5/10 |
| GameTrailers               | Н/Д    | 6.3/10 |
| GameZone                   | 6.5/10 | 7/10   |
| IGN                        | Н/Д    | 7/10   |
| NGamer                     | 67%    | 69%    |
| Nintendo World Report      | 8/10   | 8/10   |
| Official Nintendo Magazine | Н/Д    | 72%    |

Гра отримала «середні» відгуки на обох платформах згідно з вебсайтом агрегатора рецензій Metacritic. У Японії, де гра була перенесена для випуску під назвою Boku to Sim no Machi Racing (ぼくとシムのまち レーシング, Boku to Shimu no Machi Rēshingu) 25 червня 2009 року, Famitsu дав їй оцінка 26 із 40 для версії Wii та 25 із 40 для версії DS.
Остін Лайт з GameSpot високо оцінив налаштування версії Wii і новий стиль гонок на картингу. Версію DS похвалили за цікаві параметри налаштування, режим «Історія», який поєднує стандартну формулу перегонів на картингу та його чіткі, яскраві візуальні ефекти як під час гонок, так і поза ними; однак Лайт вважав, що сюжетний режим гри занадто довгий.